# NGC 4615
NGC 4615 (другие обозначения — UGC 7852, IRAS12391+2620, MCG 4-30-13, KUG 1239+263B, ZWG 129.18, Arp 34, KCPG 348B, PGC 42584) — галактика в созвездии Волосы Вероники.
Этот объект входит в число перечисленных в оригинальной редакции «Нового общего каталога», а также включён в атлас пекулярных галактик.
В галактике вспыхнула сверхновая SN 1987F типа IIp. Её пиковая видимая звёздная величина составила 15,8.